# Porta Bohemica

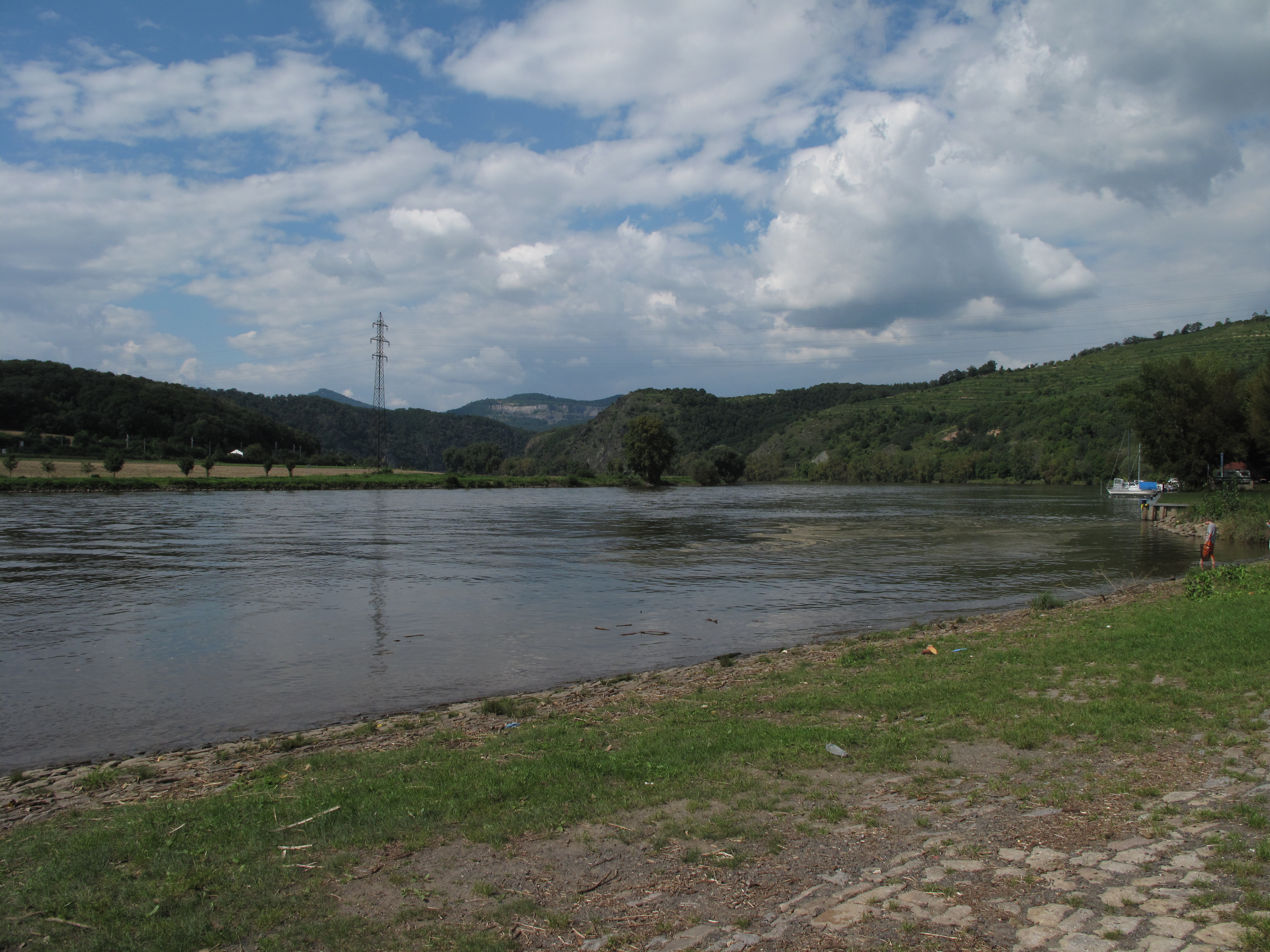
Die Elbe an der Porta Bohemica bei Velké Žernoseky (2010)

Porta Bohemica, auch Böhmische Pforte bzw. tschechisch Česká brána wird der Beginn des Elbdurchbruchs durch das Böhmische Mittelgebirge genannt. Der Talpass befindet sich auf etwa 140 Meter Seehöhe, die Gipfel der flankierenden Bergkuppen von Lovoš (linkselbisch) und des Radobýl (rechtselbisch) erreichen 570 bzw. 390 Meter.

## Landschaft
Beidseitig des Flusses flankieren auf 1 km Länge steile, ca. 100 m hohe Felswände den Elbstrom. Rechtselbisch befindet sich am Beginn des Engtals die markante Felsklippe des Dreikreuzbergs (tschechisch: Kalvárie, Teil des Hradek) mit drei weithin sichtbaren Kreuzen am Gipfel. Die Steillagen am Dreikreuzberg wurden einst auch für den Weinbau genutzt, verfallene Terrassen zwischen den Felsbereichen zeugen davon.

## Geologie
An der Porta Bohemica sind die kristallinen Untergrundgesteine als Scholle bis an die Erdoberfläche herausgehoben worden. Sie bestehen im Wesentlichen aus Gneis, Glimmerschiefer und Rhyolithen, wie sie auch im Osterzgebirge typisch sind. Die Porta Bohemica ist damit einer der wenigen Orte, wo diese Untergrundgesteine im Böhmischen Mittelgebirge an der Oberfläche aufgeschlossen sind. Weitere Fundorte liegen nur noch im benachbarten Oparenské udolí (Wopparner Tal) und am Nordostrand des Gebirges im Tal der Bílina (Biela).

## Verkehr
Die durch die Porta Bohemica verlaufende Überlandstraße ist die Fernstraße 30, Lovosice – Ústí nad Labem, links der Elbe. Zwei Bahnlinien flankieren die Elbe, die Bahnstrecke Praha–Děčín links (vormals k.k. Nördliche Staatsbahn), und die Bahnstrecke Kolín–Děčín rechts (Elbetalbahn, vormals Österreichische Nordwestbahn).
Die Ende 2016 fertiggestellte Autobahn D 8 von Prag nach Ústí nad Labem (weiter in Deutschland als Bundesautobahn 17) umgeht die Engstelle der Porta Bohemica im Böhmischen Mittelgebirge an der Westflanke des Berges Lovoš. Um die europäische Dimension der Verbindung dieser Autobahn (Europastraße 55) zu unterstreichen, wird die D 8 in offiziellen Publikationen als Via Porta Bohemica bezeichnet.

## Weinbau

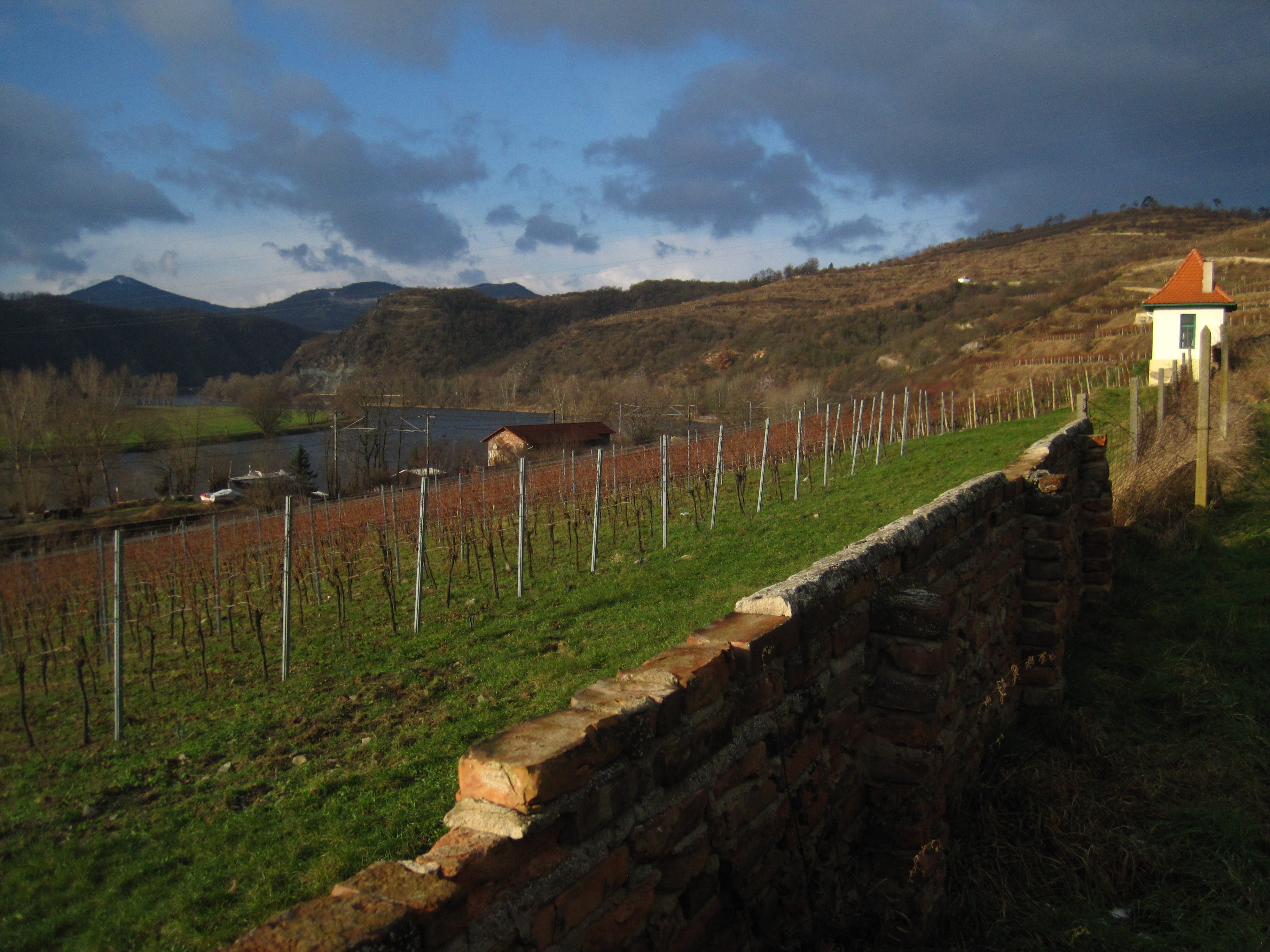
Weinberg bei Velké Žernoseky

Berühmt ist der auch heute noch im Bereich der Porta Bohemica bei Velké Žernoseky (Großtschernosek) und Žalhostice (Tschalositz) angebaute Wein. Früher als Tschernoseker bekannt, wird dieser heute unter anderem unter der Marke Porta Bohemica verkauft.